# 아리엘 제에비
아리엘 제에비(히브리어: אריאל זאבי,‎ 1977년 1월 16일~)는 이스라엘의 유도 선수, 지도자이다. 올림픽에 4회 참가했고 2004년 하계 올림픽 남자 하프헤비급에서 동메달을 획득했다. 이 외에 세계 선수권 대회에서 은메달 1개, 유럽 선수권 대회에서 금메달 4개, 은메달 1개, 동메달 1개를 획득했다.